# Jean-Paul Haag

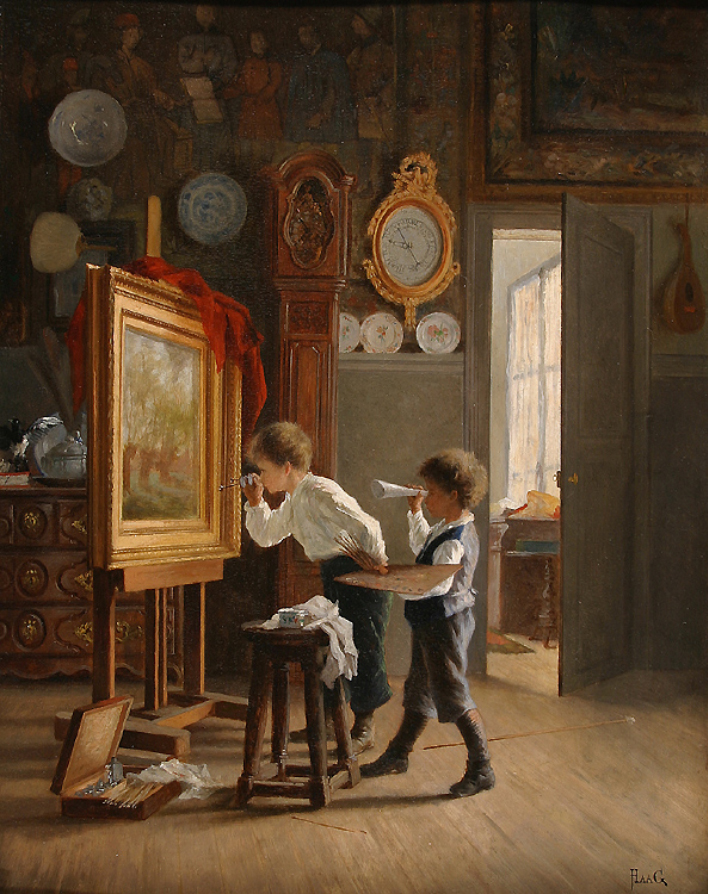
Der junge Kritiker

Jean-Paul Haag (* 5. November 1842 in Elbeuf; † 1906 in Écouen (Département Val-d’Oise)) war ein französischer  Genremaler.

## Leben
Haag wurde in der Künstlerkolonie Écouen von Pierre Édouard Frère und seinem Schüler Léon Marie Constant Dansaert unterrichtet und blieb in dieser Stadt tätig. Er malte meist Genreszenen im Stil seiner Lehrer, oft mit spielenden Kindern, aber auch Landschaften, u. a. aus der Normandie. 
Von 1881 bis 1895 stellte er bei Société des Artistes Français aus.
Haag wurde Mitglied des Salon de Paris.